# Anne de Prusse (1576-1625)
Pour les articles homonymes, voir Anne de Prusse.
Anne de Prusse, née le 3 juillet 1576 à Königsberg et morte le 30 août 1625 à Berlin, est un princesse de la maison de Hohenzollern, fille du duc Albert Frédéric de Prusse et de Marie-Éléonore de Clèves. Elle fut princesse-électrice de Brandebourg, duchesse de Clèves et duchesse de Prusse par son mariage avec l'électeur Jean III Sigismond de Brandebourg.

## Biographie
Anne est la fille aînée d'Albert Frédéric (1553–1618), duc de Prusse depuis 1568, et de son épouse Marie-Éléonore (1550–1608), elle-même fille du duc Guillaume de Clèves.
Elle est mariée au prince Jean III Sigismond (1572–1619), fils aîné de l'électeur Joachim III Frédéric de Brandebourg, le 30 octobre 1594 à Königsberg. La mère de Jean, Catherine de Brandebourg-Küstrin, convenant qu’Anne n'est pas une beauté, a cependant arrangé ce mariage afin de permettre au duché de Prusse, en l'absence d'héritier mâle, d'être rattaché à la marche de Brandebourg. Il s'agit donc d'un acte politique important, car Anne est non seulement héritière de Prusse, mais également des duchés unis de Juliers-Clèves-Berg, du comté de La Marck et du comté de Ravensberg, ainsi que de la seigneurie de Ravenstein.
Anne est décrite comme dotée d'une volonté de fer et d'une intelligence supérieure à celle de son époux. Durant la guerre de Succession de Juliers, elle a œuvré pour garantir ses droits successoraux sur les divers fiefs de sa mère dans le cercle du Bas-Rhin-Westphalie et s'est chargée des négociations avec les autres prétendants. En 1612, elle expose ses revendications à l'empereur Matthias (ie). Finalement, par le traité de Xanten signé en 1614, Clèves, la Marck et Ravensberg sont passés aux électeurs de Brandebourg. 
Après la conversion de son époux au calvinisme, Anna devient la protectrice et la porte-parole des luthériens.
Après la mort de son mari, le 23 décembre 1619, elle tient toujours un rôle important durant le règne de son fils Georges-Guillaume Ier. Au déclenchement de la guerre de Trente Ans, elle s'oppose aux Habsbourg et, malgré l'opposition de son fils, permet le mariage de sa fille Marie-Éléonore avec le roi Gustave II Adolphe de Suède en 1620.

## Descendants
- Georges-Guillaume Ier de Brandebourg (13 novembre 1595 – 1er décembre 1640); succède à son père.
- Anne-Sophie de Brandebourg (15 mars 1598 – 19 décembre 1659); mariée à Frédéric-Ulrich, duc de Brunswick-Lunebourg.
- Marie-Éléonore de Brandebourg (11 novembre 1599 – 28 mars 1655); mariée à Gustave II Adolphe, roi de Suède. Ils sont les parents de Christine de Suède.
- Catherine de Brandebourg (28 mai 1602 – 27 août 1644); mariée à Gabriel Bethlen, prince de Transylvanie et roi de Hongrie, puis à François-Charles de Saxe-Lauenbourg.
- Joachim de Brandebourg (1603-1625)
- Agnès de Brandebourg (1606-1607)
- Jean de Brandebourg (1607-1608)
- Albert de Brandebourg (1609-1609).